# 노림수
노림수는 은밀하게 공격 수단을 노리는 수다. 뛰어들기, 건너붙임, 끊음 등 다양한 노림수가 있다.참고로, 노림수라는 말은 야구 등 스포츠뿐만 아니라 일상에서도 자주 쓰인다.